# Somali Airlines
Somali Airlines – somalijskie lotnicze linie narodowe powstałe w 1964 roku. Zostały zlikwidowane w 1991 roku. Oferowały loty wewnątrzkrajowe i międzynarodowe.

## Historia
Do świadczenia usług pasażerskich wykorzystywały samoloty: Boeing 720B, Boeing 707-300 i Airbus A310-300. Obsługiwane były loty na Bliski Wschód oraz do Europy. Somalijskie linie lotnicze zaprzestały działalności, gdy na początku lat 1990. rozpoczęła się wojna domowa, a kraj popadł w anarchię.
W 2012 roku odtworzony rząd Somalii rozpoczął przygotowania do wznowienia działalności przewoźnika. Pierwszy nowy samolot Somali Airlines miał być dostarczony przed końcem grudnia 2013 roku.

## Międzynarodowe oznaczenia
| Organizacja                                                | Kod |
| ---------------------------------------------------------- | --- |
| IATA (Międzynarodowe Zrzeszenie Przewoźników Powietrznych) | HH  |
| ICAO (Organizacja Międzynarodowego Lotnictwa Cywilnego)    | SOM |